# Purge the Poison
Purge the Poison —en español: Deshacerme del veneno— es una canción escrita y grabada por la cantautora galesa Marina para su quinto álbum de estudio, Ancient Dreams in a Modern Land (2021). Fue lanzado como el segundo sencillo del proyecto el 14 de abril de 2021, a través de Atlantic Records, junto con el anuncio del álbum. La canción fue producida por Jennifer Decilveo y previamente mostrada por Marina en 2020. La canción es de estilo musical pop y electropop con una fuerte presencia de la guitarra. Sus letras sugieren una sociedad mejor, libre de capitalismo, cambio climático y el patriarcado.
Una versión alternativa de «Purge the Poison», con Nadezhda Tolokonnikova de Pussy Riot, fue lanzada el 5 de mayo.
La canción tuvo una buena recepción de la crítica.

## Antecedentes y lanzamiento

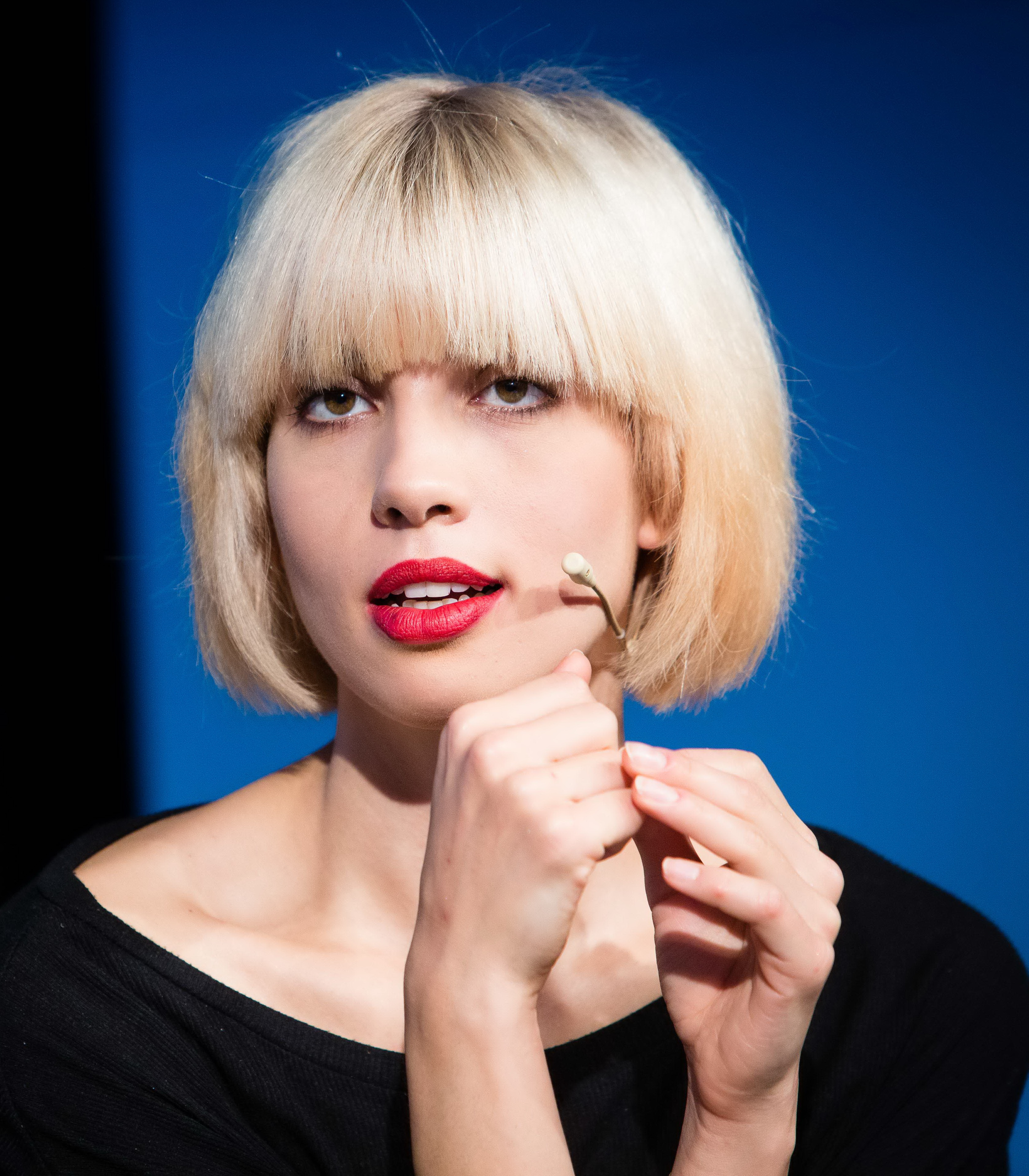
La versión alternativa de Purge the Poison incluye las voces invitadas de Nadezhda Tolokonnikova de Pussy Riot (foto de 2005).

En enero de 2020, Marina expresó su deseo de colaborar con un equipo creativo totalmente femenino, a diferencia de sus experiencias anteriores mientras grababa su cuarto álbum de estudio, Love + Fear (2019).
Jennifer Decilveo produjo la canción, que fue lanzada oficialmente el 14 de abril de 2021 en formato digital a través de Atlantic Records. El título del quinto álbum, Ancient Dreams in a Modern Land, se anunció simultáneamente, junto con una fecha de lanzamiento tentativa del 11 de junio de 2021.
El 5 de mayo de 2021 se lanzó una versión oficial alternativa de Purge the Poison, con el grupo ruso Pussy Riot; cuya miembro Nadezhda Tolokonnikova agregó un nuevo verso a la canción. El lanzamiento del sencillo que brilla en la oscuridad está limitado a 4.000 copias y contiene la versión de Pussy Riot de la canción como su lado B.
También se lanzó un video musical.

## Composición y letras

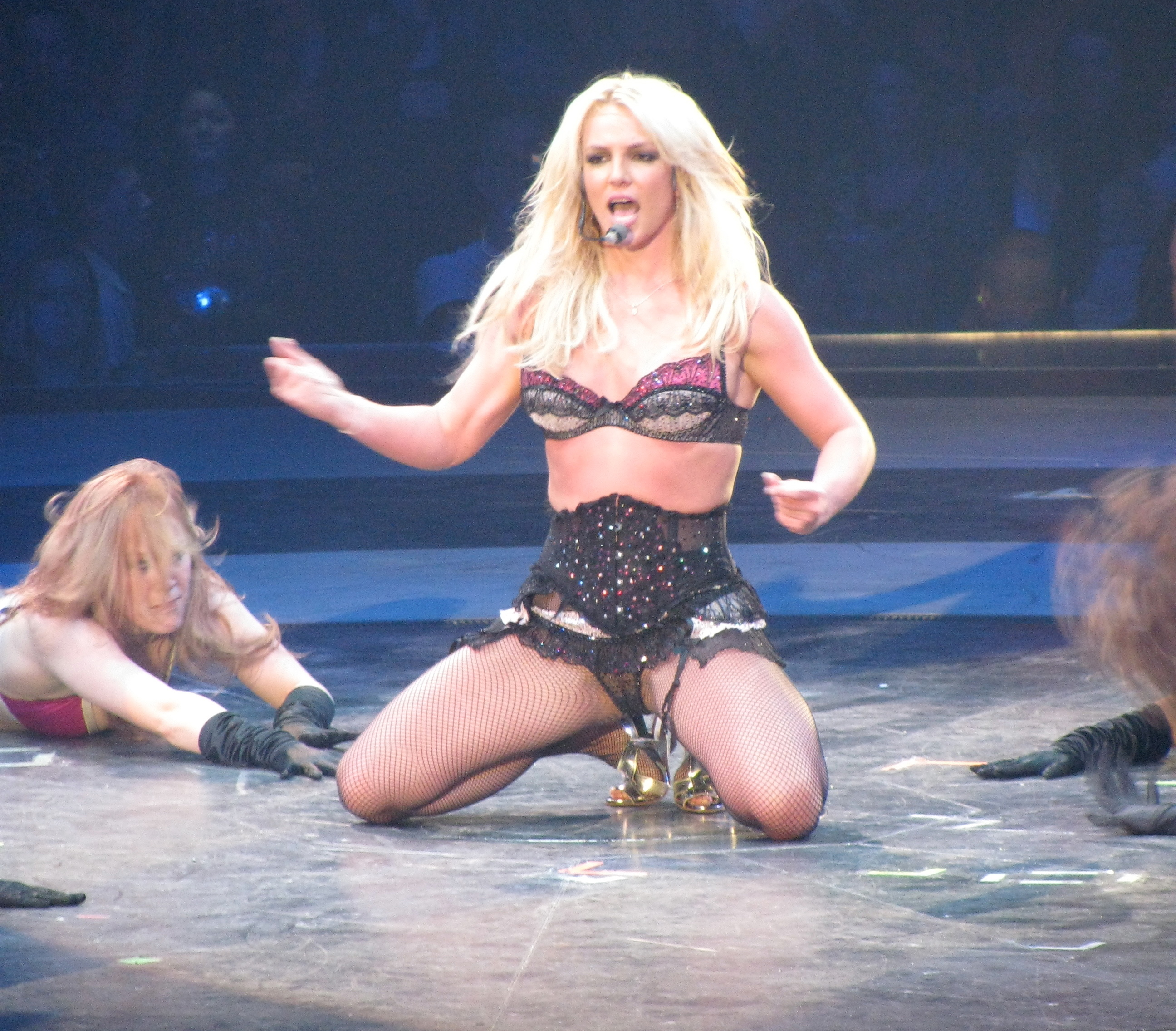
Una letra de Purge the Poison hace referencia a un incidente mediático de 2007 en el que Britney Spears (en la foto) fue fotografiada afeitándose la cabeza.

Purge the Poison tiene un estilo pop y electropop. La instrumentación consta de teclados y sintetizadores interpretados por Decilveo, batería de Sam Kauffman-Skloff, bajo de Patrick Kelly y guitarra de David Levita. Según Decilveo, su producción en la canción es intencionalmente intensa: «No estaba tratando de ser amable. Sabía que tenía que ser un calcetín en la cara» 
Marina escribió la canción desde el punto de vista de la madre naturaleza y aborda las expectativas de la sociedad con respecto al capitalismo y el patriarcado, abordando eventos como las guerras de Estados Unidos y las consecuencias de la pandemia de COVID-19. Otras partes de la canción hacen referencia a eventos memorables de la cultura popular, como Britney Spears afeitándose la cabeza en 2007 y el papel de Harvey Weinstein en el movimiento Me Too.

## Lista de canciones y formatos
| - 7" vinyl 1. "Purge the Poison" – 3:17 2. "Purge the Poison" (featuring Pussy Riot) – 3:15 - Digital download/streaming 1. "Purge the Poison" – 3:16 | - Digital download/streaming – featuring Pussy Riot 1. "Purge the Poison" (featuring Pussy Riot) – 3:15 2. "Purge the Poison" – 3:17 3. "Man's World" – 3:28 |

## Historial de versiones
| Región         | Fecha                 | Formato (s)                       | Versión        | Sello discográfico | Ref.  |
| -------------- | --------------------- | --------------------------------- | -------------- | ------------------ | ----- |
| Varios         | 14 de abril de 2021   | Descarga digital streaming        | Original       | Atlantic           | [ 9 ] |
| Estados Unidos | 14 de abril de 2021   | Streaming (edición de Spotify EP) | Original       | Atlantic           |       |
| Varios         | 5 de mayo de 2021     | Descarga digital streaming        | con Pussy Riot | Atlantic           |       |
| Varios         | 29 de octubre de 2021 | Vinilo de 7"                      | Original       | Atlantic           |       |